# Macropsis desertus
Macropsis desertus är en insektsart som beskrevs av Mitjaev 1967. Macropsis desertus ingår i släktet Macropsis och familjen dvärgstritar. Inga underarter finns listade i Catalogue of Life.